# Stipe Šarlija
Stipe Šarlija je hrvatski bivši košarkaš.
Igrao je polovicom 1980-ih i početkom 1990-ih.

## Klupska karijera
Bio je igračem sastava Zadra koji je 1985./86. iznenadio apsolutnog favorita Cibonu predvođenu Draženom Petrovićem.
1986./87. je igrao sa Zadrom u Kupu europskih prvaka, u kojem su na kraju osvojili 4. mjesto. Igrali su Stojko Vranković, Arijan Komazec, Petar Popović, Veljko Petranović, Ante Matulović, Ivica Obad, Stipe Šarlija, Branko Skroče, Darko Pahlić, Draženko Blažević, a trenirao ih je Lucijan Valčić.

### Reprezentativna karijera
Igrao je za Hrvatsku.

## Trenerska karijera
Danas Stipe Šarlija vodi selekciju 2006./07. godišta KK Puntamike.[nedostaje izvor]